# Ка Мацазете (Пезаро и Урбино)
Ка Мацазете је насеље у Италији у округу Пезаро и Урбино, региону Марке.
Према процени из 2011. у насељу је живело 85 становника. Насеље се налази на надморској висини од 130 м.